# Адміралтейські верфі

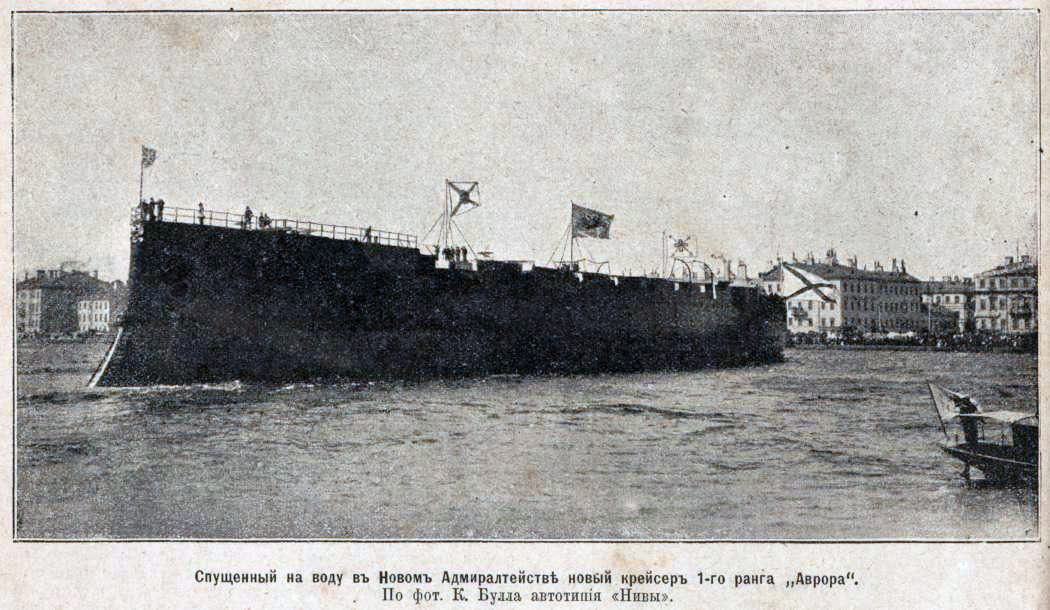
Спуск на воду крейсера «Аврора». 11 травня 1900

Адміралтейські верфі (рос. Адмиралтейские верфи) — російське (радянське) суднобудівельне підприємство; одна з найстаріших і найбільших верфей Росії, розташована в Санкт-Петербурзі. Будівельна інфраструктура верфі можуть приймати судна дедвейтом до 70 000 тонн, 250 метрів у довжину та 35 метрів у ширину. Військова продукція включає військові кораблі, такі як неатомні (дизельні) підводні човни та великі допоміжні кораблі й судна.
За часи Російської імперії з моменту заснування до 1917 року на верфі було побудовано понад 1000 суден і кораблів, у тому числі 137 великих вітрильних військових кораблів, близько 700 середніх і малих вітрильних і гребних суден, а також більше 100 залізних кораблів, у тому числі 25 броненосних кораблів і 8 крейсерів. У XIX столітті підприємство стало одним з найбільших будівельників лінійних кораблів, а у XX столітті — підводних човнів і крейсерів. З середини 1950-х років її спроможності спеціалізуються на виготовленні великих торговельних суден, криголамів, великих рятувальних і аварійно-рятувальних кораблях, рибних заводах, плавучих сухих доках і різних морських допоміжних суднах. Загалом за час існування Адміралтейські верфі побудували майже 3000 кораблів і суден різних типів і класів: перші російські пароплави, лінкори та крейсери, перший у світі атомний криголам, унікальні дослідні та глибоководні апарати, танкери різних типів, у тому числі посиленого льодового класу, понад 300 підводних човнів різних проєктів. Останні роки компанія спеціалізується на будівництві підводних човнів проєкту 636 «Варшавянка» і проєкту 677 «Лада».